# Ligne de Saint-Julien (Troyes) à Gray
La ligne de Saint-Julien (Troyes) à Gray est une ligne ferroviaire française, à écartement standard non électrifiée, qui reliait les gares de Troyes et de Gray, en passant par Châtillon-sur-Seine et Is-sur-Tille. 
Elle constitue la ligne 838 000 du réseau ferré national.

## Histoire
La section de Troyes à Bar-sur-Seine est concédée à titre définitif à la Compagnie des chemins de fer de l'Est par une convention signée le 10 novembre 1856 entre le ministre des Travaux publics et la compagnie. Cette convention est approuvée par un décret impérial le 21 janvier 1857.

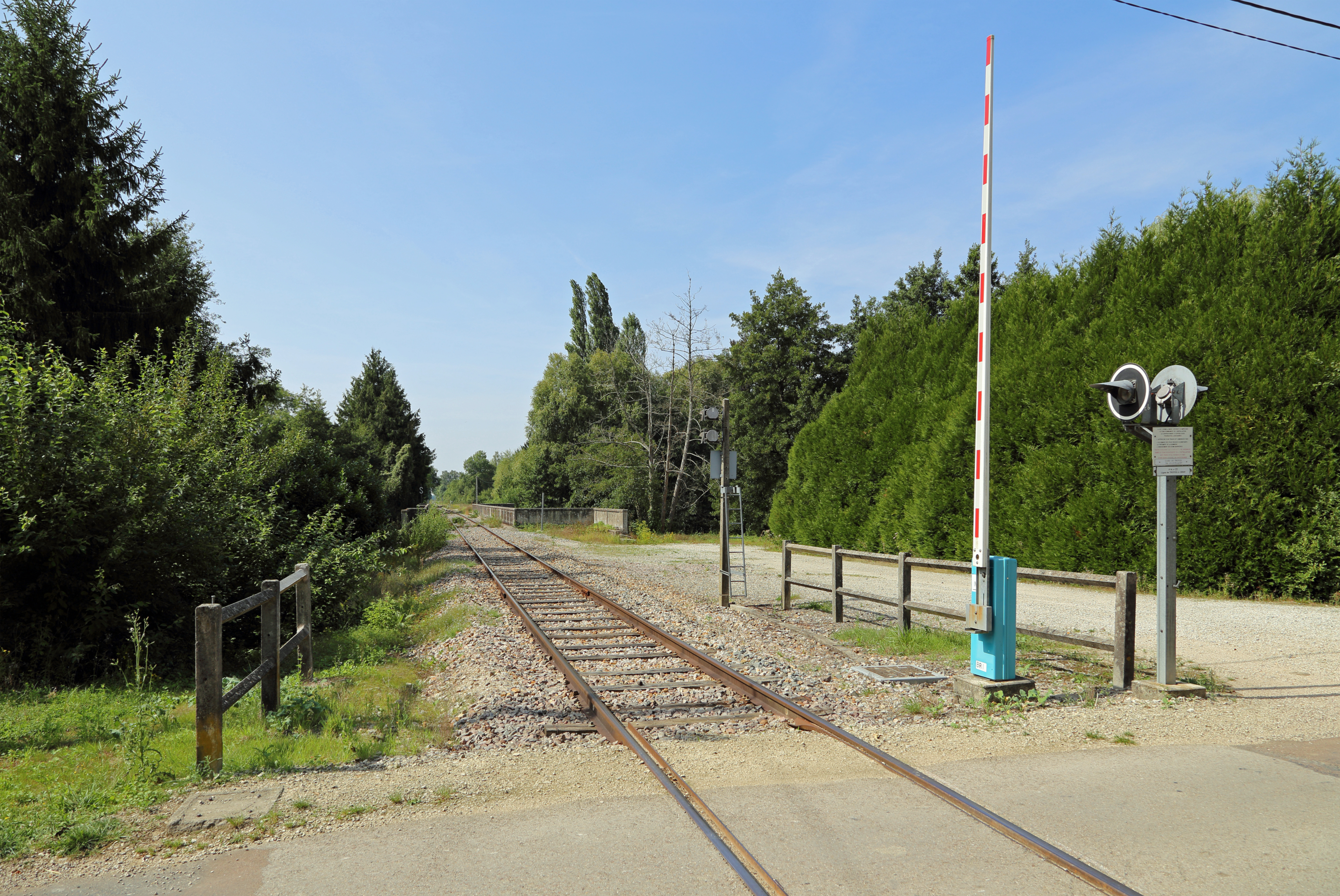
La ligne 838000 à Fouchères (Aube).

La section de Bar-sur-Seine à Châtillon-sur-Seine est concédée à titre éventuel à la Compagnie des chemins de fer de l'Est par une convention signée entre le ministre des Travaux Publics de la compagnie le 1er mai 1863. Cette convention est approuvée par décret impérial le 11 juin 1863. Un décret impérial du 26 août 1865 déclare la ligne d'utilité publique et rend sa concession définitive.
La section de Châtillon-sur-Seine à Gray par Is-sur-Tille est concédée à la Compagnie des chemins de fer de l'Est par une convention signée le 31 décembre 1875 entre le ministre des Travaux Publics et la compagnie. Cette convention est approuvée à la même date par une loi qui déclare la ligne d'utilité publique. 
La ligne est mise en service en plusieurs étapes : Troyes - Bar-sur-Seine le 20 juillet 1862, Bar-sur-Seine - Châtillon-sur-Seine le 19 octobre 1868, Châtillon-sur-Seine - Is-sur-Tille le 9 décembre 1882 et enfin la section située entre Is-sur-Tille et Gray est mise en service le 27 octobre 1888.

## Ambulant postal

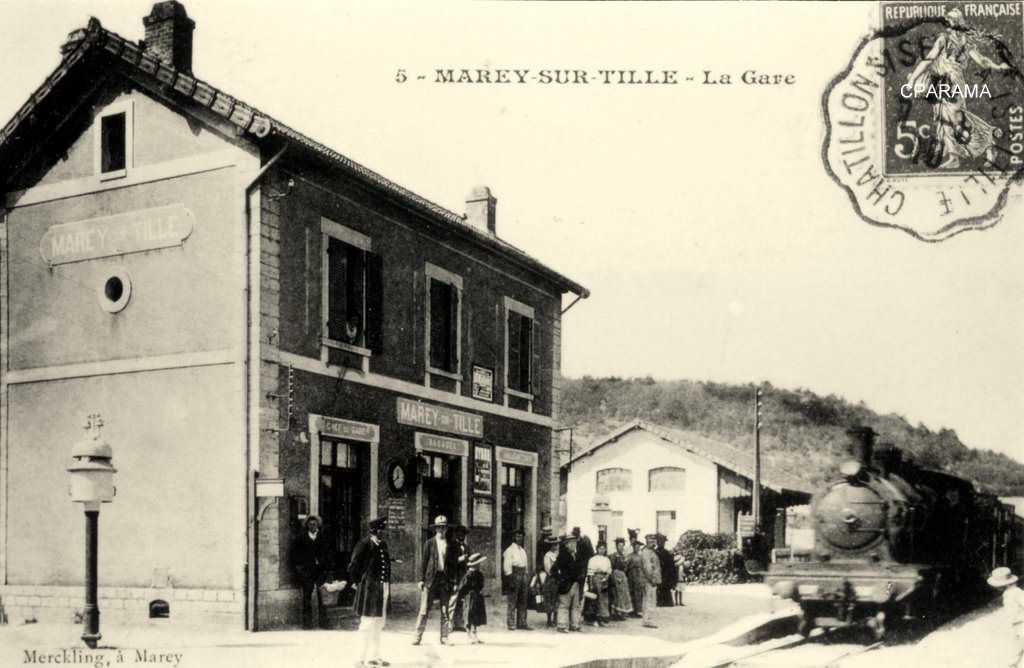
Carte postale de la gare de Marey-sur-Tille comportant le timbre à date crénelé d'ambulant postal sur la ligne de Châtillon-sur-Seine à Is-sur-Tille daté de 1910.

Un service d'ambulant postal a fonctionné sur cette ligne jusqu'au moins avant la première Guerre mondiale dans la section comprise entre Châtillon-sur-Seine et Is-sur-Tille. Les lettres étaient déposées dans les gares et, dans le train, un employé oblitérait la lettre avec un timbre à date rond à créneaux, typique des cachets d'ambulants postaux français du début du XXe siècle.

## Ouvrages d'art
Également appelé viaduc de la Vingeanne, le viaduc d'Oisilly de 295 m de long et de 19,20 m de haut situé près de Mirebeau-sur-Bèze en Côte-d'Or constitue le principal ouvrage d'art de cette ligne.

## Déclin
|  |  |  |

La comparaison des deux tableaux d'horaire montre bien le déclin de cette ligne (comme d'ailleurs de toutes les autres lignes secondaires) sur environ 40 ans d'intervalle.
- en 1914, 8 trains partaient chaque jour de Troyes, dont 4 effectuaient la liaison directe vers Gray et probablement la même chose dans l'autre sens.
- en 1956, aucun train n'effectue la liaison directe vers Gray et au moins deux changements sont nécessaires.

La ligne ferme au service voyageurs le 2 mars 1969 pour la section Châtillon-sur-Seine - Gray et le 31 mai 1980 pour la section Troyes - Châtillon-sur-Seine.
Le trafic marchandises cesse entre Villars et Poinson et entre Mirebeau-sur-Bèze et Champagne-sur-Vingeanne le 30 mai 1975. Ces tronçons sont toutefois utilisés pour des échanges de matériel.
Le trafic de trains de charbon à destination de Champagne cesse au début des années 2000 et la ligne a cessé d'être entretenue entre  Mirebeau et Autrey-lès-Gray depuis.
La ligne est abandonnée entre Mirebeau et Is-sur-Tille en 2008 pour manque d'entretien (à l'époque, il y avait toujours trois gros clients: Dijon Céréales à Mirebeau et Lux et Ets J Soufflet à Lux). La desserte d'Autrey-lès-Gray depuis Gray est supprimée à son tour fin 2018.
Depuis 2013 existe le vélorail de la Vingeanne qui utilise le tronçon Champagne-La Fontaine à l'âne (commune d'Autrey-lès-Gray) via Broye-les-Loups, avec pour ambition d'étendre sa circulation jusqu'à la gare d'Autrey-lès-Gray et, d'autre part, jusqu'au viaduc d'Oisilly.

### Cinéma

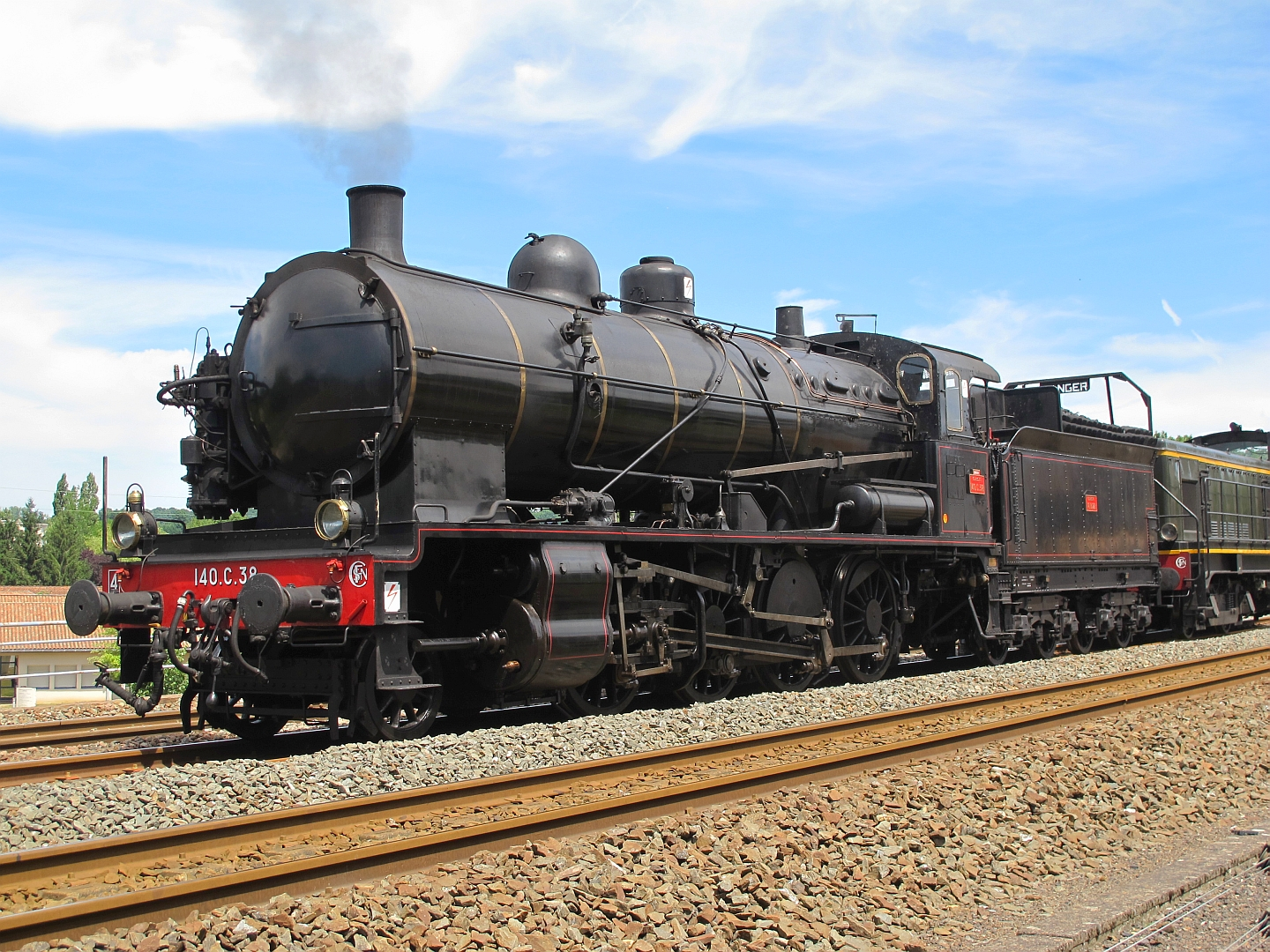
La locomotive 140C38 du tournage conservée à Limoges.

C'est sur la ligne vers Santenoge en Haute-Marne que les scènes de train du film de Robert Lamoureux On a retrouvé la septième compagnie ont été tournées en 1975 avec la locomotive à vapeur 140C38.